# 瑞氏活额虾
瑞氏活额虾是活额虾科下的一个物种，其别名有红珊瑚虾、大西洋舞虾等，通常生活在大西洋热带浅水海域。同活额虾科中的其他虾类似，瑞氏活额也长有向上的吻突。其体长可达8厘米，身体较为坚实（以头胸部为甚）。